# Герде, Оскар
Оскар Герде (венг. Gerde Oszkár; 8 июля 1883, Будапешт, Австро-Венгрия, — 8 октября 1944, Маутхаузен, Германия) — австро-венгерский фехтовальщик еврейского происхождения, олимпийский чемпион 1908 и 1912 годов.
Герде родился в 1883 году в Будапеште. В 1908 и 1912 годах завоевал золотые медали Олимпийских игр, выступая под флагом венгерской сборной. Впоследствии неоднократно был судьёй международных соревнований по фехтованию. Имел степень доктора права, работал секретарём Торговой палаты.
Будучи евреем, в годы Второй мировой войны Оскар Герде попал в концлагерь и в 1944 году был убит в Маутхаузене.
В 1989 году Оскар Герде был введён в Международный еврейский спортивный зал славы.